# Хазановський Ізраїль Самійлович
Ізраї́ль Самійлович Хазано́вський (1901, Орел — 1985) — український архітектор.

## Життєпис

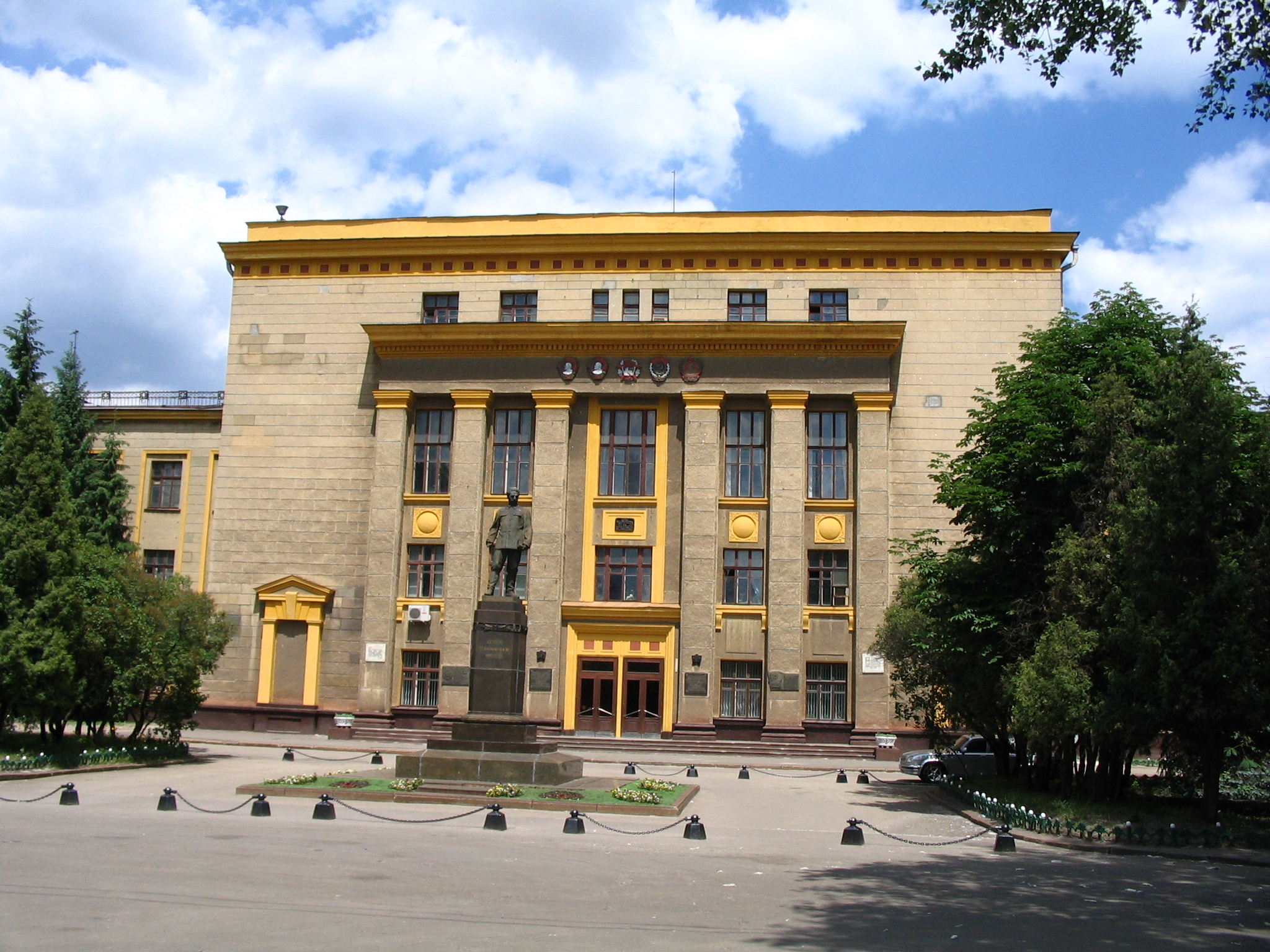
Головна контора Харківського тракторного заводу

У 1929 р. закінчив архітектурний факультет Харківського художнього інституту. У 1931—1960 роках викладав у ньому (доцент кафедри архітектури).
Працював в інститутах «Гипросталь», «Гіпрозаводтранс», «Промбудпроект».
Працював у промисловій архітектурі. Головні споруди на Запорізькому і Макіївському металургійних заводах, головна контора Харківського тракторного заводу, критий басейн на харківському стадіоні «Піонер» (1968) та ін.